# Whittier (Alasca)
Whittier é uma cidade localizada no estado americano de Alasca, no Distrito de Valdez-Cordova.
Whittier está localizada a cerca de 93 km a sudeste de Anchorage. 

## Demografia
Segundo o censo americano de 2000, a sua população era de 182 habitantes.
Em 2006, foi estimada uma população de 170, um decréscimo de 12 (-6.6%).
A população era de 272 pessoas no recenseamento de 2020, tendo havido um aumento desde 2010 quando contava com 220 habitantes.

## Geografia
De acordo com o United States Census Bureau, a localidade tem uma área de 51,0 km², dos quais 32,4 km² cobertos por terra e 18,6 km² cobertos por água.

## Localidades na vizinhança
O diagrama seguinte representa as localidades num raio de 64 km ao redor de Whittier.

## Edifício Begich Towers
Quase a totalidade dos habitantes de Whittier vive no Begich Towers, um prédio de 14 andares construído pelo Exército norte-americano em 1953. O edifício abriga também muitos dos serviços públicos da cidade como o departamento de polícia local, uma escola e os correios.